# Граф Кентський
Граф Кентський (англ. Earl of Kent) — середньовічний дворянський титул в Англії, також титул дворянства Сполученого королівства. Натепер титулу графа Кентського не існує, але існує титул Герцога Кентського, що належить нащадкам короля Георга V (принцові Едварду — одному з двоюрідних братів королеви Єлизавети ІІ).

## Історія титулу
Ще до нормандського завоювання Англії Кент був одним з найважливіших регіонів англосаксонської Британії, чиї традиції йшли до першої із заснованих на осторові держав англосаксів — королівства Кент. У період англо-данської монархії першої половини XI століття Кент входив до володінь могутнього ерла Годвіна, а після його смерті ерлом Кенту став один з його молодших синів Леофвін, який загинув 1066 року в битві при Гастінгсі.
Після нормандського завоювання король Вільгельм І встановив титул графа Кентського, який він передав одному з найближчих своїх соратників Одо, єпископу Байо. 1082 року за намагання вивести частину англо-нормандських лицарів у похід в Італію Одо був позбавлений титулу й своїх володінь, та незадовго до смерті Вільгельма Завойвника був пробачений. Однак, 1088 року Одо очолив заколот проти англійського короля Вільгельма ІІ Руфуса, після придушення якого титул графа Кентського було конфісковано. У ХІІ-ХІІІ століттях відбулось ще дві креації титулу для англо-нормандських дворян, але його носії не змогли передати цей титул нащадкам. У 1321 титул графа Кентського отримав молодший брат короля Едуарда ІІ Едмунд Вудсток, пізніше страчений у період реґенства Ізабелли Французької та Роджера Мортімера. Після приходу до влади короля Едуарда ІІІ, у 1331, титул повернувся до спадкоємців Едмунда. Остання представниця цього роду, Джоанна Кентська, вийшла заміж за Едуарда Чорного принца, великого англійського полководця часів Столітньої війни, і стала матір'ю короля Англії Річарда ІІ.
1360 року відбулась нова креація титулу графа Кентського, який отримав другий чоловік Джоанни Кентської Томас Холанд. Представники родини Холандів носили титул до 1408 р. У 1461 р. графом Кентським став Вільям Невіл, родич Річарда Невіла, графа Ворика, майбутнього у період війни Червоної та Білої троянд. Нарешті, у 1465 р., титул був переданий Едмунду Ґрею, одному з лідерів йоркістів у роки громадянської війни середини XV століття, син якого одружився із сестрою Єлизавети Вудвіл, дружини короля Едуарда IV. Титул графа Кентського зберігся у родині Ґреїв до 1740 р., коли помер останній нащадок Едмунда Ґрея.

Остання креація титулу відбулась у 1866 р. для принца Альфреда Саксен-Кобурґ-Готського, сина королеви Вікторії і майбутнього герцога Едінбурзького. Цей титул вже належав до дворянства Сполученого королівства, а не Англії, як попередні креації титулу.

## Список графів Кентських

### Англосаксонські ерли Кенту
- Годвін, ерл Вессексу (1019—1053);
- Леофвін (1055—1066), син попереднього

### Графи Кентські, перша креація (1067)
- Одо, єпископ Байо (1067—1082, 1087—1088, помер 1097 року), титул конфисковано у 1088.

### Графи Кентські, друга креація (1141)
- Вільям де Іпр (1141—1155, помер у 1162), титул конфісковано у 1155

### Графи Кентські, третя креація (1227)
- Х'юберт де Бург (1227—1243).

### Графи Кентські, четверта креація (1321)
- Едмунд Вудсток, 1-й граф Кентський (1321—1330), син Едуарда I, титул конфісковано у 1330;
- Едмунд, 2-й граф Кентський (1331—1333), син попереднього;
- Джон, 3-й граф Кентський (1331—1352), брат попереднього;
- Джоанна, графиня Кентська (1352—1360, пом. у 1385 р.), сестра попереднього;
- Томас Холанд, 1-й граф Кентський (1360), чоловік попередньої;
- Томас Холанд, 2-й граф Кентський (1360—1397), син попереднього;
- Томас Холанд, герцог Суррей, 3-й граф Кентський (1397—1400), син попереднього;
- Едмунд Холанд, 4-й граф Кентський (1400—1408), брат попереднього.

### Графи Кентські, п'ята креація (1461)
- Вільям Невіл, 1-й граф Кентський (1461—1463).

### Графи Кентські, шоста креація (1465)
- Едмунд Ґрей, 1-й граф Кентський (1465—1498);
- Джордж Ґрей, 2-й граф Кентський (1498—1503);
- Річард Ґрей, 3-й граф Кентський (1503—1524);
- Генрі Ґрей, 4-й граф Кентський (1524—1562);
- Реджинальд Ґрей, 5-й граф Кентський (1562—1573);
- Генрі Ґрей, 6-й граф Кентський (1573—1615);
- Чарльз Ґрей, 7-й граф Кентський (1615—1623);
- Генрі Ґрей, 8-й граф Кентський (1623—1639);
- Ентоні Ґрей, 9-й граф Кентський (1639—1643);
- Генрі Ґрей, 10-й граф Кентський (1643—1651);
- Ентоні Ґрей, 11-й граф Кентський (1651—1702);
- Генрі Ґрей, 1-й герцог Кентський, 12 граф Кентський (1702—1740), маркіз Кентський (з 1706 р.), герцог Кентський (з 1710 р.).

### Графи Кентські, сьома креація (1866)
- Альфред Саксен-Кобург-Готський, герцог Единбурзький (1866—1900).